# Bundesratswahl 2008

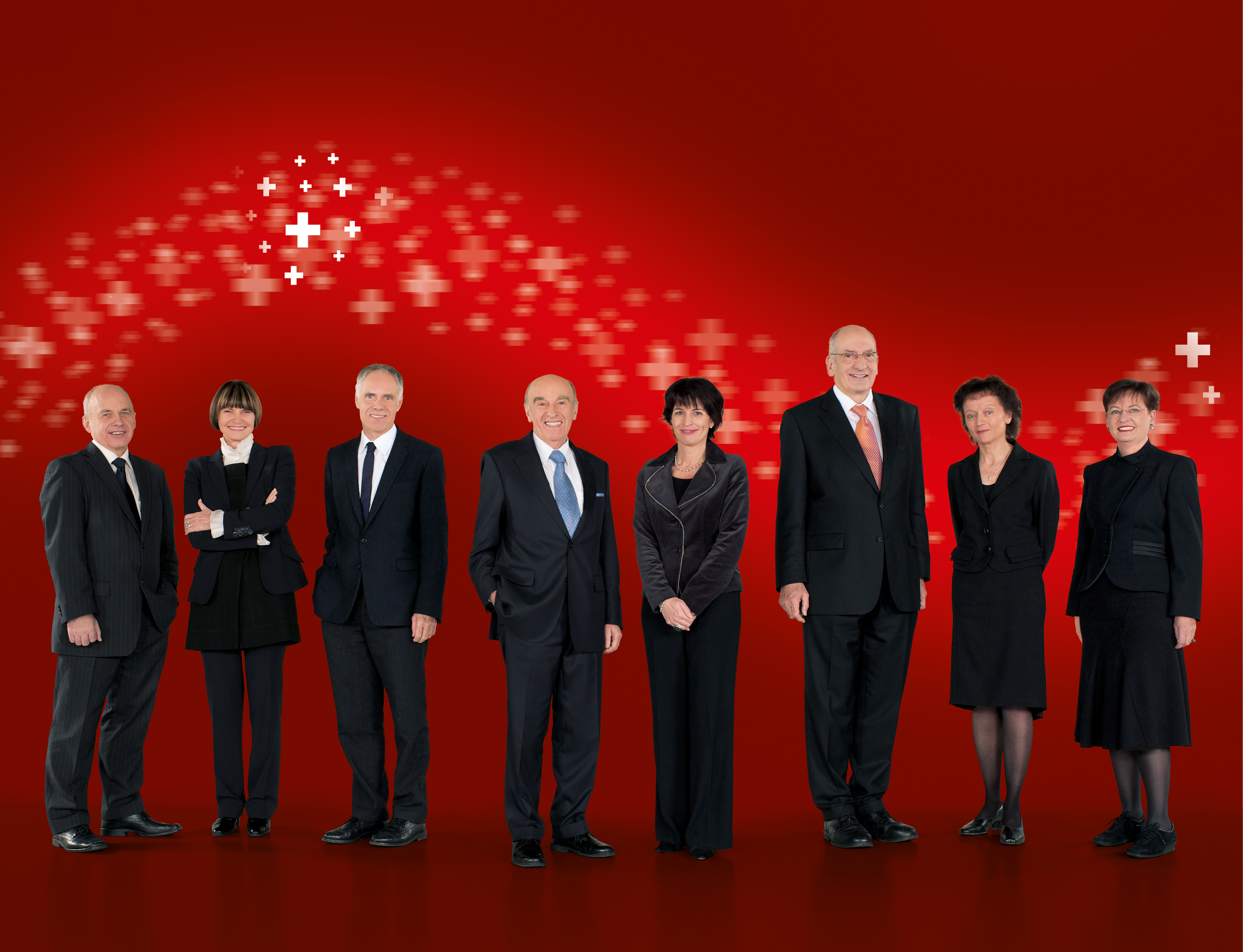
Das Bundesratsfoto mit dem neuen Bundesrat Ueli Maurer

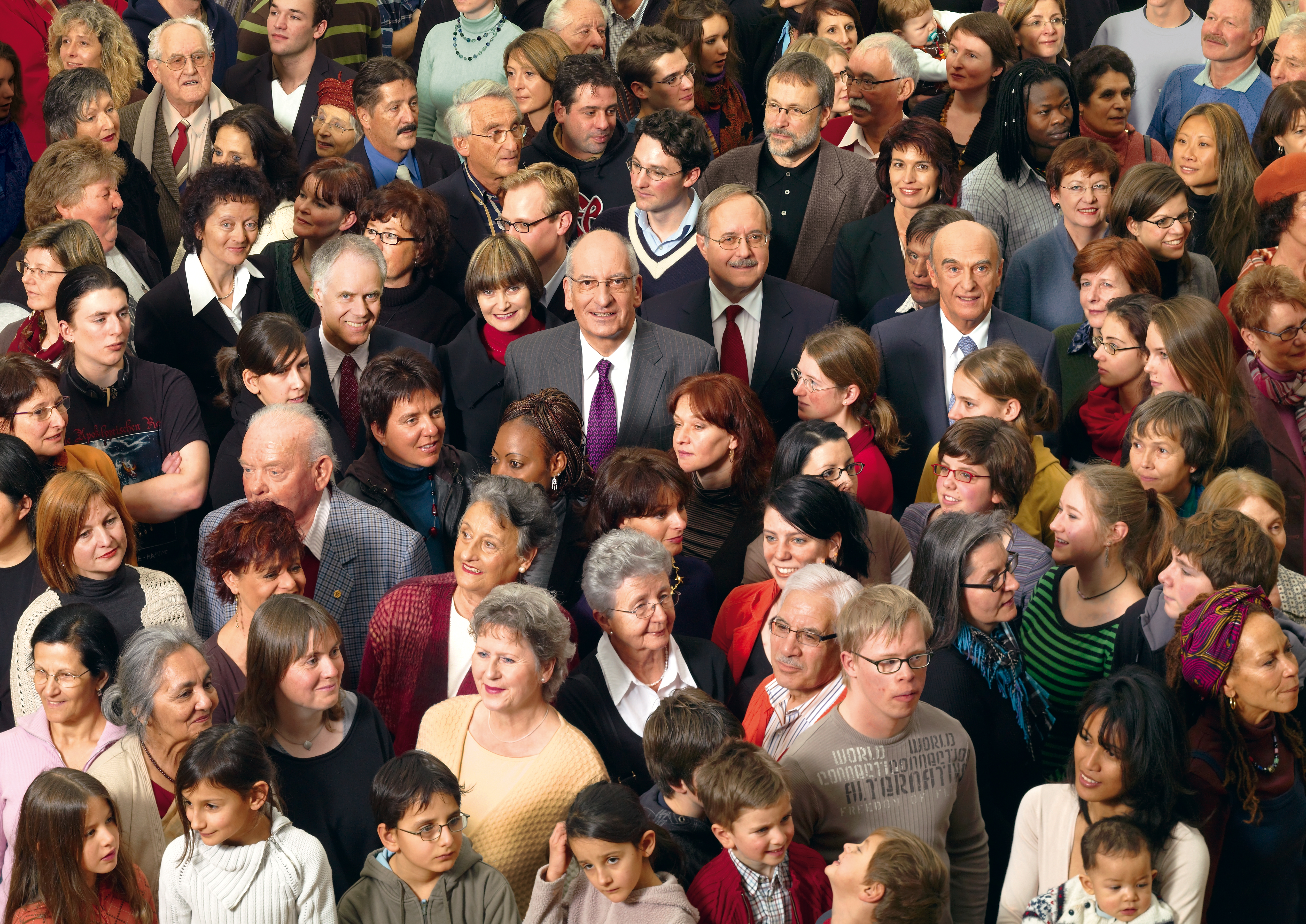
Das alte Bundesratsfoto noch mit Samuel Schmid

Bei der Bundesratswahl 2008 wurde am 10. Dezember 2008 in einer Ersatzwahl Ueli Maurer (SVP) von der Vereinigten Bundesversammlung als Nachfolger für den zurückgetretenen Samuel Schmid in den Schweizer Bundesrat gewählt. Maurer war neben Christoph Blocher von der Bundeshaus-Fraktion der SVP offiziell vorgeschlagen worden und wurde im dritten Wahlgang mit exakt den für das absolute Mehr nötigen 122 Stimmen gewählt.
Maurer übernahm von seinem Vorgänger das Eidgenössische Departement für Verteidigung, Bevölkerungsschutz und Sport.
Der Schweizer Bundesrat wird seit 1959 nach den ungeschriebenen Regeln der Konkordanz gewählt, wobei die genaue Auslegung dieser Regeln variiert. Da die Schweizerische Volkspartei (SVP) ihren Bundesräten Samuel Schmid und Eveline Widmer-Schlumpf nach der Abwahl von Christoph Blocher am 12. Dezember 2007 die Anerkennung entzogen hatte und in die selbstgewählte Opposition gegangen war, war sie nicht mehr in der Landesregierung vertreten.
Im Vorfeld der Wahlen bekannten sich die drei Parteien SP, FDP und CVP zur Konkordanz und sprachen der SVP das Recht auf die Vertretung in der Regierung zu; kritisiert wurde allerdings, dass mit den zwei vorgeschlagenen Kandidaten Blocher und Maurer keine richtige Auswahl existiere, zumal die SVP in ihren Statuten festgelegt habe, dass Kandidaten, welche nicht von der Fraktion nominiert worden seien, im Falle einer Annahme der Wahl von der Partei ausgeschlossen würden.

## Parteien/Gruppierungen

### Schweizerische Volkspartei
Die Schweizerische Volkspartei erklärte bereits kurze Zeit nach Schmids Rücktritt, dass sie für die Nachfolgewahl einen Kandidaten stellen wird. Sie begründete dies mit der Konkordanz, wonach sie «als stärkste Partei im Parlament einen Anspruch auf die entsprechende Vertretung in der Landesregierung hat». Die SVP stellte aber von Anfang an die Bedingung, der Kandidat müsse ihr Gedankengut «voll und ganz» in den Bundesrat einbringen.
Diverse Kantonalparteien schlugen der SVP-Geschäftsleitung ihre Kandidaten vor. So nominierte die Berner Kantonalpartei Adrian Amstutz und Andreas Aebi, die Junge SVP den Berner Stadtrat Erich Hess und die Zürcher Kantonalpartei den ehemaligen Bundesrat Christoph Blocher. Die Geschäftsleitung bezeichnete Christoph Blocher mehrfach als den «fähigsten Mann» für den Bundesrat; renommierte Medien, unter anderem das St. Galler Tagblatt und der Tages-Anzeiger, schätzten seine Wahlchancen als niedrig ein, nachdem er bei den Bundesratswahlen 2007 nicht wiedergewählt worden war.
Der Parlamentsfraktionsvorstand der SVP empfahl am 26. November 2008 der Fraktion das «Zweierticket ‹Christoph Blocher Plus›», womit er sich auf Christoph Blocher als ersten Kandidaten festlegte, den zweiten Namen jedoch offenliess. Am Tag darauf wählte die Fraktion der SVP Ueli Maurer als weiteren Kandidaten. Ein Sprengkandidat galt als unwahrscheinlich, da gemäss Statuten der SVP Bundesräte aus der Partei ausgeschlossen werden, wenn sie eine Wahl annehmen, die nicht von der SVP-Fraktion unterstützt wird. Als möglicher Kandidat wurde Hansjörg Walter gehandelt, da er eine Annahme der Wahl offenliess.

### Grüne Partei
Als einzige Partei neben der SVP hatte die Grüne Partei der Schweiz im Vorfeld der Wahl einen weiteren Kandidaten vorgeschlagen: Wie bereits bei den Bundesratswahlen 2007 trat sie mit dem Waadtländer Ständerat Luc Recordon an.
Im Vorfeld sagte die Partei, sie wolle verhindern, dass «Christoph Blocher oder einer seiner Adlaten in den Bundesrat» zurückkehre. Luc Recordon stelle sich jedoch ein weiteres Szenario mit einem aussichtsreicheren Kandidaten vor, sagte er nach dem Hearing mit der Sozialdemokratischen Partei. Er würde bei einer solchen Kandidatur einer anderen Person seine Kandidatur zurückziehen.

### Sozialdemokratische Partei
Die Sozialdemokratische Partei der Schweiz (SP) nahm von Samuel Schmids Rücktritt Kenntnis und sah als Grund dafür, dass Schmid von seiner früheren Partei SVP «systematisch torpediert» worden und es nicht überraschend sei, dass er «nicht mehr länger als Prügelknabe herhalten will». Weiter liess die SP in der offiziellen Stellungnahme verlauten, dass sie grundsätzlich zur Konkordanz stehe, machte die Unterstützung für die SVP-Kandidaten aber davon abhängig, dass sich die SVP «zu den zentralen Werten der Schweiz, etwa zum Rechtsstaat, zum Gewaltenteilungsprinzip und zu den Verpflichtungen aus den internationalen Verträgen» bekennt und konkordanzfähige Leute aufstellt. Nach dem Hearing der sozialdemokratischen Fraktion mit den beiden SVP-Bundesratskandidaten beschloss sie, weder Maurer noch Blocher zu unterstützen. Jedoch sicherte sie dem Kandidaten der Grünen Luc Recordon die Unterstützung auch nicht zu, die Fraktion wolle am Mittwochmorgen vor der Bundesratswahl über Alternativen entscheiden.

### «Gruppe 13»
Die Gruppe 13 war eine Gruppierung mehrerer National- und Ständeräte, die nach den Bundesratswahlen 2007 aus Mitgliedern der staatspolitischen Kommission des Nationalrates gegründet worden war. Nach Andreas Gross war die Gruppe «ein offener Diskussionszirkel», deren Mitglieder davon überzeugt waren, dass eine Alternative zu den SVP-Kandidaten Ueli Maurer und Christoph Blocher nötig sei. Laut Kurt Fluri war die Aufgabe der Gruppe, die Konkordanz neu zu definieren. Sie stellte sich dabei die Frage, ob die Bundesratssitze nur nach Sitzen in der Bundesversammlung (mathematische Konkordanz) werden sollten oder ob die Bundesräte auch programmatische Mindestanforderungen erfüllen sollten (inhaltliche Konkordanz). Nebst Gross und Fluri zählten die SP-Nationalräte Roger Nordmann, Andy Tschümperlin, Eric Nussbaumer sowie Grünen-Präsident Ueli Leuenberger zur Gruppe; der Gruppe nahegestanden hätten die FDP-Ständeräte Christine Egerszegi und Dick Marty. Die Zahl 13 stand für die Quersumme des Abwahldatums von Christoph Blocher.

## Die Wahl

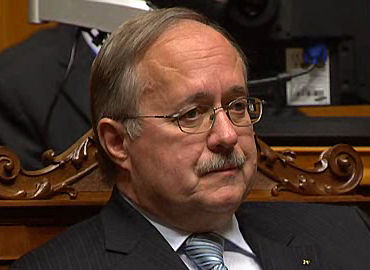
Samuel Schmid während der Vorlesung der Rücktrittserklärung

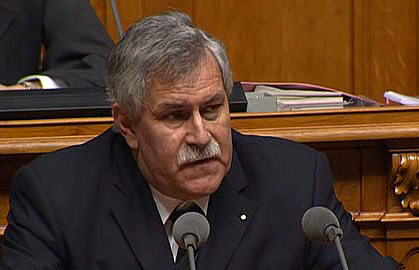
Walter bei seiner Erklärung

In der Nacht der langen Messer am Vorabend der Bundesratswahl wurde Hansjörg Walter als Sprengkandidat gehandelt. Ziel war es, eine Alternative zum vorgeschlagenen Zweierticket anzubieten. Da Walter als Präsident des Schweizerischen Bauernverbandes einen signifikanten Teil der SVP-Basis und -Wählerschaft repräsentierte, bestand die Hoffnung, dass der automatische Ausschluss im Falle einer Wahlannahme durch Fraktionsbeschluss wieder rückgängig gemacht würde, da Walters Ausschluss Abspaltungen wie nach der Abwahl Blochers zur Folge haben könnte. Seine vage Ablehnung in den Medien bestärkte den Glauben, eine valable Alternative gefunden zu haben. Offiziell portiert wurde Walter aber von keiner Fraktion.
Die zweite Sitzung der Vereinigten Bundesversammlung in der Wintersession 2008 wurde durch den Generalsekretär der Bundesversammlung Christoph Lanz eröffnet, der das Rücktrittsschreiben Samuel Schmids der Bundesversammlung verlas. Darin gab dieser Gründe «persönlicher, gesundheitlicher, aber auch politischer» Natur als Grund für seinen Rücktritt an. Auf die Verlesung des Rücktrittsschreibens folgte die Würdigung von Samuel Schmids Arbeit durch die Nationalratspräsidentin Chiara Simoneschi-Cortesi. Schliesslich hielt Samuel Schmid sichtlich gerührt seine Abschiedsrede. Er kritisierte den Hang zur Polemik und zur Polarisierung in der Politik, die er nicht als Ausdruck des Zeitgeistes anerkenne, da Polemik und grundsätzliche Polarisierung seiner Ansicht nach nicht zur politischen Kultur gehörten. Nachdem seine Rede mit stehender Ovation beantwortet worden war, verliessen die Bundesräte den Nationalratssaal, um die Wahl vom Bundespräsidentenzimmer aus zu verfolgen.
Vor der eigentlichen Wahl trat Hansjörg Walter ans Rednerpult und erklärte vor der Vereinigten Bundesversammlung, dass er nicht als Kandidat zur Verfügung stehe und eine allfällige Wahl ablehnen würde. Er stehe zur Konkordanz und es sei eine «sehr wichtige Entscheidung», die Schweizerische Volkspartei wieder in die Regierung aufzunehmen. Insofern empfahl er der Bundesversammlung, Ueli Maurer an seiner Stelle zu wählen. Trotz dieser Erklärung erhielt Walter im ersten Wahlgang 109 Stimmen, Ueli Maurer 67 Stimmen und Christoph Blocher 54 Stimmen. Er verpasste somit das absolute Mehr von 121 Stimmen. Wie viele Parlamentarier für Luc Recordon stimmten, ist nicht bekannt, da Kandidaten, die weniger als zehn Stimmen erhalten, unter «Verschiedene» aufgeführt werden.
Nach dem ersten Wahlgang trat zuerst Luc Recordon ans Mikrofon: Er suspendierte seine Kandidatur und bat darum, stattdessen für Walter zu stimmen. Christoph Blocher erreichte mit 54 Stimmen weniger als Maurer (67). Caspar Baader, Fraktionspräsident der SVP, zog im Auftrag von Blocher dessen Kandidatur zugunsten Maurers zurück, wobei ein Versprecher bezüglich der Person, die effektiv diese Bitte ausspricht, für Heiterkeit sorgte.
Im zweiten Wahlgang verteilten sich die Stimmen in der Folge auf die zwei Kandidaten Maurer und Walter. Die meisten Stimmen für Blocher scheinen auf Maurer übergegangen zu sein, die meisten «Verschiedenen» jedoch auf Walter. Somit lag Walter weiterhin vor Maurer, allerdings mit nur zwei Stimmen Vorsprung. Da das Parlamentsgesetz vorsieht, dass nach dem zweiten Wahlgang nur noch Kandidaten, die im vorhergehenden Wahlgang mehr als zehn Stimmen erhalten haben, gewählt werden dürfen, waren im dritten Wahlgang nur noch Walter und Maurer wählbar.

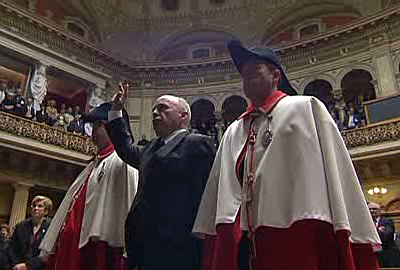
Maurer bei seiner Vereidigung

Im dritten Wahlgang obsiegte Maurer mit einer Stimme Vorsprung gegenüber Walter und erlangte mit 122 Stimmen das absolute Mehr – und war somit gewählt. Er trat ans Rednerpult und verkündete die Annahme der Wahl. Für seine Vereidigung wählte er die traditionelle Eidesformel mit Gottesanrufung: «Ich schwöre vor Gott dem Allmächtigen, die Verfassung und die Gesetze zu beachten und die Pflichten meines Amtes gewissenhaft zu erfüllen.»
Maurer trat nach seiner Vereidigung mit seinen neuen Bundesratskollegen zu einer ersten informellen Sitzung zusammen; kurz darauf verkündete er, dass er künftig dem Eidgenössischen Departement für Verteidigung, Bevölkerungsschutz und Sport vorstehen werde.
| Kandidaten              | Kandidaten              | 1. Wahlgang | 2. Wahlgang | 3. Wahlgang |
| ----------------------- | ----------------------- | ----------- | ----------- | ----------- |
| Ueli Maurer             | Ueli Maurer             | 67          | 119         | 122         |
| Hansjörg Walter         | Hansjörg Walter         | 109         | 121         | 121         |
| Christoph Blocher       | Christoph Blocher       | 54          | 0-2         | –           |
| Luc Recordon            | Luc Recordon            | 0-9         | 0-2         | –           |
| Andere                  | Andere                  | 11          | 2           | 0           |
| Eingegangene Wahlzettel | Eingegangene Wahlzettel | 244         | 244         | 244         |
| Ungültige Wahlzettel    | Ungültige Wahlzettel    | 1           | 1           | 0           |
| Leere Wahlzettel        | Leere Wahlzettel        | 2           | 1           | 1           |
| Gültige Wahlzettel      | Gültige Wahlzettel      | 241         | 242         | 243         |
| Absolutes Mehr          | Absolutes Mehr          | 121         | 122         | 122         |

Im Anschluss an die Wahl Maurers wurde Hans-Rudolf Merz mit 185 Stimmen zum Bundespräsidenten (Verschiedene: 24) und Doris Leuthard mit 173 Stimmen zur Vizepräsidentin (Ueli Maurer: 12, Verschiedene: 13) für das Jahr 2009 gewählt.